# Chaoborus flavicans
Chaoborus flavicans är en tvåvingeart som först beskrevs av Johann Wilhelm Meigen 1830.  Chaoborus flavicans ingår i släktet Chaoborus och familjen tofsmyggor. Arten är reproducerande i Sverige. Inga underarter finns listade i Catalogue of Life.